# Dyan Cannon
Dyan Cannon (født Samile Diane Friesen; 4. januar 1937) er en amerikansk film- og tv-skuespiller.
Efter to års studier på college flyttede hun til Los Angeles, hvor hun fik arbejde som model. Hun havde et par mindre roller i film og tv i begyndelsen af 1960'erne.
I 1968 medvirkede Cannon i Bob & Carol & Ted & Alice. Til denne rolle blev hun tildelt prisen New York Film Critics for Best Female Role, og modtog også en nominering for Oscar for bedste kvindelige birolle. I 1977 blev hun nomineret igen, denne gang for Oscar for bedste kortfilm med filmen Number One. Sin tredje nominering fik hun modtog to år senere for Himlen kan vente.
I 1980'erne medvirkede hun i On the Road Again (1980), Dødsfælden (1982), Røven fuld af penge 2 (1988) og en række tv-film. I 1990'erne spillede hun i 8 Heads in a Duffel Bag og Svindlere til søs (begge 1997) og i tv-serien Ally McBeal.
For sine bidrag til filmindustrien har hun fået en stjerne på Hollywood Walk of Fame.
Cannon, som er den jødisk afstamning, er nyfødt på ny kristen og er vært for Gods Party with Dyan Cannon & You.

## Privatliv
Cannon giftede sig 1965 med den 33-årige ældre skuespiller Cary Grant. Hun er mor til hans eneste barn, datter Jennifer Grant, født 1966. Ægteskabet varede i 18 måneder, og skilsmissen medførte en langvarig forældremyndighed om datteren. I 1985 giftede hun sig med Stanley Fimberg, men de blev skilt i 1991.

## Bøger
I 2011 blev hendes bog Dear Cary: My Life with Cary Grant udgivet.